# Конрад I фон Хоенберг
Конрад I фон Хоенберг-Алтенщайг (на немски: Konrad I, Graf von Hohenberg-Altensteig; Konrad I von Altensteig; † 6 септември 1356) от линията Цолерн-Хоенберг на швабската фамилия Хоенцолерн е граф на Хоенберг-Вилдберг в Алтенщайг в района на Калв в Баден-Вюртемберг.
Той е вторият син на граф Буркхард VII фон Хоенберг-Вилдберг († 1353/1355 или ок. 1359)и съпругата му Агнес фон Калв-Файхинген († сл. 1319), или Аделхайд фон Калв-Файхинген, дъщеря на граф Конрад IV фон Калв-Файхинген († 1321). По-големият му брат Бурхард IX/VIII фон Хоенберг († 1377/1381) е граф на Хоенберг-Вилдберг, а по-малкият му брат Ото III фон Хоенберг († 1377) е монах в Хорб.
През 1398 г. маркграф Бернхард I фон Баден купува господството Алтенщайг.

## Фамилия
Конрад I фон Хоенберг-Алтенщайг се жени пр. 2 септември 1355 г. за Маргарета (Грета) фон Хевен († сл. 6 декември 1398), сестра на Буркхард фон Хевен († 1398), епископ на Констанц (1387	– 1398), и на Якоб фон Хевен († сл. 1389), епископ на Кастория, дъщеря на Петер I фон Хевен, господар на Енген († 1371) и Кунигунда († сл. 1357). Те имат две деца:
- Рудолф IV фон Хоенберг-Вилдберг-Алтенщайг († 1387/пр. 28 декември 1397)
- дъщеря († пр. 19 май 1377), монахиня в манастир Ройтин (Вилдберг)

Вдовицата му Маргарета (Грета) фон Хевен се омъжва втори път 1357/1358 г. за фрайхер Стефан I фон Гунделфинген († 14 юни 1395).